# Măscurei
Măscurei – wieś w Rumunii, w okręgu Vaslui, w gminie Pogana. W 2011 roku liczyła 556 mieszkańców.